# Liste der Monuments historiques in Coutevroult
Die Liste der Monuments historiques in Coutevroult führt die Monuments historiques in der französischen Gemeinde Coutevroult auf.

## Liste der Objekte
| Bezeichnung              | Beschreibung                           | Standort                              | Kennzeichnung | Schutzstatus | Datum | Bild |
| ------------------------ | -------------------------------------- | ------------------------------------- | ------------- | ------------ | ----- | ---- |
| Grabplatte eines Ritters | Kalkstein, Anfang des 14. Jahrhunderts | in der Kirche St-Jean-Baptiste (Lage) | PM77000476    | Classé       | 1971  |      |